# International Wrestling Association
International Wrestling Association (IWA) es una promoción de lucha libre profesional con varias series regionales.

## Regiones
- IWA East Coast (2004-)
- IWA Japan (1994-)
- IWA Puerto Rico (1999-2012 / 2019-presente)
- IWA Mid-South (1996-)
- IWA Productions (2008–2010)
- IWA-Unlimited (2010-)
- IWA Vintage (2013-)
- IWA Tri-State (2008)
- IWA Deep-South (2005-)

## Antiguas Regiones
- IWA Chicago (1963-1964)
- IWA Deep South (1995-2012)
- IWA Florida (2011)
- IWA Midwest (2012)
- IWA Switzerland (2005-2007)
- IWA-Texas (2007-2009)